# Giuseppe Romeo (politico)
Giuseppe Romeo (Reggio Calabria, 26 ottobre 1904 – Reggio Calabria, 15 aprile 1979) è stato un politico italiano.
Subentrò nella carica di sindaco all'On. Siles che si dimise.
Democristiano, già assessore nelle giunte Andiloro e vice sindaco in quella di Siles, rimase in carica per un decennio, dal 1947 al 1956.
Militò nei gruppi giovanili dell'Azione cattolica prima del fascismo ed era conosciuto come uomo di forte personalità e rispettoso degli avversari.
Il suo fu un periodo di grande stabilità, necessario per affrontare la crisi del dopoguerra ed i problemi dei quartieri periferici.
Nel 1948/1949 affrontò il primo scontro per il capoluogo di regione con la città di Catanzaro: il progetto di legge, presentato nell'ottobre del 1948, per designare Reggio Calabria capoluogo di regione, in previsione delle Regioni (che sarebbero nate vent'anni dopo) non passò per l'opposizione della classe politica catanzarese che chiese aiuto, ottenendolo, alla rappresentanza cosentina.

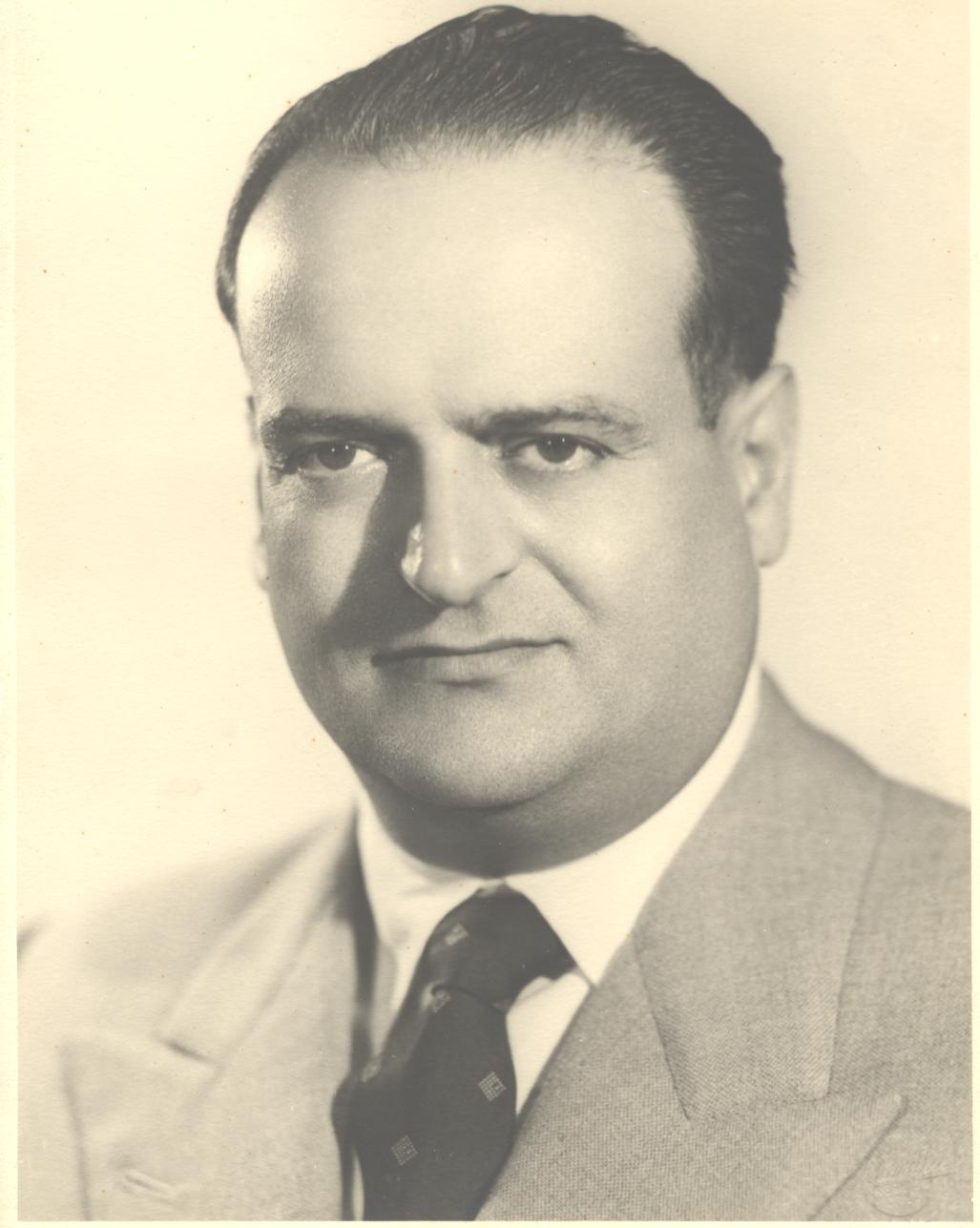

La commissione parlamentare, incaricata poi di valutare quale città designare, si dimise l'anno dopo, lasciando sospesa la questione che esplose vent'anni dopo con la rivolta di Reggio.
Negli anni successivi vi furono varie lotte per la collocazione delle Direzioni Regionali degli uffici statali e soprattutto per la corte d'appello: Reggio lottò a lungo negli anni successivi per ottenere l'aggregazione dei Tribunali di Locri e Palmi alla sua sezione che ottenne solo nel giugno 1976.
Pur con i problemi di bilancio che limitarono l'azione amministrativa, Giuseppe Romeo riuscì ad assicurare quella stabilità che ne fecero un riferimento sicuro per i vecchi e i nuovi cittadini che affollavano via via la città: affrontò il problema dell'approvvigionamento idrico con l'aiuto della Cassa per il Mezzogiorno risolvendolo solo in parte.
Pavimentò il centro cittadino, ma dovette limitarsi a riparazioni nei quartieri periferici; potenziò il trasporto pubblico, ma si dovette far fronte alla distanza, notevole in alcuni casi, con le frazioni periferiche, e con mezzi insufficienti.
Affrontò il problema dell'edilizia scolastica, anche se i nuovi studenti aumentavano in maniera esponenziale.
Romeo dovette quindi affrontare emergenze che lo portarono a trascurare il "piano regolatore", a scapito di una crescita della città ordinata secondo un preciso piano urbanistico; infatti i problemi di assestamento demografico nati con la Grande Reggio, a vent'anni di distanza, emergevano con forza, aggravati dalla ricostruzione e dalla crisi economica post bellica.